# Linie 7 (Metro Madrid)
Die Linie 7 (span. Línea 7, kurz L-7) ist eine U-Bahn-Linie der Metro Madrid. Sie führt von Pitis nach Las Musas, ist 32,9 Kilometer lang und besitzt 30 Stationen. Der durchschnittliche Stationsabstand beträgt 1,10 km, die Länge der Stationen 115 Meter. Die L-7 ist die erste Linie, die im Großprofil erbaut wurde. Sie verläuft vollständig unterirdisch. An fünf Stationen kann zu anderen Metrolinien umgestiegen werden, an einer Station zur Vorortbahn Cercanías.

## Geschichte
Am 17. Juli 1974 erfolgte die Eröffnung des Abschnitts zwischen Las Musas und Pueblo Nuevo. Weil die Lieferung von Zügen der Baureihe 5000 sich verzögert hatte, verkehrten während einigen Monaten Kleinprofilzüge der Baureihe 1000 auf der ersten Großprofilstrecke. Um die Lücke zwischen Bahnsteigkante und den Zugtüren zu überbrücken, wurden Trittbretter montiert. Ab dem 17. Mai 1975 verkehrte die L-7 über Pueblo Nuevo hinaus zur Station Avenida de América.
Die L-7 war während mehr als zwanzig Jahren eine eher isolierte Radiallinie im Osten der Stadt, weit vom Stadtzentrum entfernt. Ein weiterer Nachteil waren die schlecht konzipierten Umsteigebeziehungen in der Station Avenida de América mit langen Fußgängertunnels, so dass die Nachfrage im Vergleich zu anderen Linien eher niedrig war.
Dies änderte sich Mitte der 1990er Jahre, als die L-7 in mehreren Etappen um das Zweieinhalbfache verlängert und zur wichtigsten Ost-West-Durchmesserlinie ausgebaut wurde. Der erste Abschnitt zwischen Avenida de América und Gregorio Marañón ging am 13. März 1998 in Betrieb, ab dem 16. Oktober 1998 ging es weiter nach Canal. Der dritte Abschnitt nach Valdezarza wurde am 12. Februar 1999 eröffnet. Mit der Eröffnung des letzten Abschnitts nach Pitis hatte die L-7 am 29. März 1999 ihren nordwestlichen Endpunkt erreicht.
Die zwischen Lacoma und Pitis liegende Station Arroyo del Fresno ist schon im Rohbau erstellt. Sie ist aber noch nicht eröffnet worden, weil das umliegende Gebiet erst spärlich überbaut ist.
Am 5. Mai 2007 wurde die L-7 um 12,2 Kilometer in Richtung Osten in die Vorstadt San Fernando de Henares verlängert. Weil das Gebiet östlich der Stadtgrenze noch nicht vollständig überbaut ist und deshalb noch geringere Frequenzen zu erwarten sind, verkehren auf diesem Teilstück vorerst nur 3-Wagen-Züge mit einem größeren Intervall. Fahrgäste müssen in Estadio Olímpico auf die so genannte Linie 7b umsteigen, bis das zu erwartende höhere Fahrgastaufkommen einen durchgehenden Betrieb rechtfertigt. Die Endhaltestelle Hospital del Henares wurde am 7. Februar 2008 eingeweiht.
Aufgrund von Baumängeln kam es bei der 2007/2008 eröffneten Linie 7B (MetroEste) zu Hebungen und Senkungen an der Strecke, sodass der Ostteil der Strecke 2022 vorerst stillgelegt wurde.